# سبل العيش المستدامة
تظهر سبل العيش المستدامة عند تقاطع الدراسات التنموية والبيئية لتقدم طريقة جديدة للتفكير في العمل والإنتاج والتوزيع. على وجه التحديد، تتم مناقشة الفئات السكانية المعرضة للتهديدات (مثل السكان ذوي الدخل المنخفض الذين يندرجون في أسفل الهرم، ومجتمعات السكان الأصليين، وما إلى ذلك) في هذا المفهوم لبناء مستقبل مستدام؛ حيث يتم القضاء على عدم المساواة على مستوى الأسرة والمجموعات. ويعكس هذا المصطلح اهتمامًا بتوسيع نطاق تركيز دراسات الفقر إلى ما هو أبعد من المظاهر المادية للفقر ليشمل أيضا الضعف والاستبعاد الاجتماعي.
ويشير مصطلح الاستدامة إلى قدرة الفرد على إعالة نفسه بطريقة مستدامة وطويلة الأمد. تشير الاستدامة أيضًا إلى القدرة على تجاوز الصدمات أو الضغوط الخارجية والتعافي من هذه الصدمات من خلال الحفاظ على سبل عيش الفرد أو تحسينها. ويوفر إطار سبل العيش المستدام هيكلاً للعمل الشامل للتخفيف من حدة الفقر ويركز نهج سبل العيش المستدام على إيجاد حلول لمشاكل المجتمعات الضعيفة من خلال خلق فرص تنمية تتمحور حول الإنسان وأن تكون تشاركية وديناميكية. أي أنه يعتبر جسرًا يربط بين البيئة والإنسان ليعيشوا في وئام. أحد الأمثلة على الأنشطة التي تهدف إلى تعزيز سبل العيش المستدامة هي مبادرة أهداف التنمية المستدامة (SDG) التي اقترحتها الأمم المتحدة. جميع أهداف المجموعة الـ 17 لعام 2030 يُفترض أن تكون هي الأهداف التي يحتاج العالم إلى تحقيقها لضمان عالم مستدام وألا تُهمل أية مجموعة بعينها، خاصةً المجموعات الضعيفة والتي يصعب عليها التعامل مع التهديدات. ومع ذلك، بسبب جائحة كوفيد-19، تشهد كافة الأهداف تأخيرًا كبيرًا وتحتاج إلى معالجتها بطريقة تعاونية شاملة.

## تاريخ
تم اقتراح مصطلح سبل العيش المستدامة لأول مرة في سياق القرى والأرياف، وتم تعديله لاحقًا من قبل لجنة برونتلاند، وهي هيئة فرعية تابعة للأمم المتحدة. وقد سلط علماء اجتماع واقتصاد وبيئة مختلفون الضوء على المفهوم والمفاهيم المتعلقة كمقياس الرفاهية وكيف تساهم رفاهية الفرد في قدرته على البقاء على قيد الحياة بشكل جيد.

### لجنة برونتلاند
تم تقديم فكرة سبل العيش المستدامة لأول مرة من قبل لجنة برونتلاند المعنية بالبيئة والتنمية، وقام مؤتمر الأمم المتحدة المعني بالبيئة والتنمية عام 1992 بتوسيع المفهوم، والدعوة إلى تحقيق سبل العيش المستدامة كهدف واسع للقضاء على الفقر.
في عام 1992، اقترح روبرت تشامبرز وجوردون كونواي التعريف المركب التالي لسبل العيش المستدامة في القرى والأرياف، والذي يتم تطبيقه عامةً على مستوى الأسرة: "سبل العيش تشمل القدرات والأصول، والأنشطة المطلوبة لسبل العيش هي أن تكون مستدامة وقادرة على التعامل مع الضغوط والصدمات والتعافي منها، والحفاظ على قدراتها وأصولها أو تعزيزها، وتوفير فرص سبل العيش المستدامة للجيل القادم والتي تساهم بفوائد لسبل العيش الأخرى على المستويين المحلي والعالمي وعلى المدى القريب والبعيد".

## تطوير المفهوم
انطلاقًا من النظرية المتعلقة بالتنمية المستدامة، يشتمل نهج سبل العيش المستدام على الاهتمامات الجماعية بالموارد البيئية والاقتصادية ورفاهية الفرد، ونشر العديد من علماء الاجتماع والاقتصاد والعلوم الإنسانية أطروحات لتحسين الرفاهية الفردية داخل المنظومة البيئية.

## نماذج سبل العيش المستدامة
هناك العديد من المنظمات التي تدمج نهج سبل العيش المستدامة في جهودها المستمرة للتخفيف من حدة الفقر؛ من بينها تلك المبادرات:

### أهداف التنمية المستدامة
أهداف التنمية المستدامة (SDGs) - هي أهداف للوصول إلى عالم مستدام في عام 2030 من خلال معالجة قضايا مختلفة، بما في ذلك الفقر. وفي عام 2015، اعتمدت الأمم المتحدة هذا الإجراء. وتحت كل هدف رئيسي، توجد أهداف محددة ضمنه ويتم التعامل معها بشكل شامل على المستوى الوطني والمجتمعي والفردي. تصدر الأمم المتحدة تقريرًا مرحليًا سنويًا يوضح التقدم المحرز في كل هدف من أهداف التنمية المستدامة.

### إطار تنمية المجتمع الذكي
إطار تنمية المجتمع الذكي (SCDF) - يهدف إلى إيجاد مشاكل المجتمعات الضعيفة من أجل اقتراح حلول لإنشاء سبل عيش مستدامة. والغرض الأساسي هو تحديد احتياجات كل مجتمع وتحديد حل خاص بالمجتمع للقضاء على ضعف هذا المجتمع، وخاصة الفقر. يركز الإطار على تمكين المجتمعات من اتخاذ قراراتها الخاصة بشأن المشكلات من خلال خلق بيئة يتم فيها حل المشكلات بشكل دائم حيث يشارك الأشخاص في تلك البيئة بنشاط في التغلب على التحديات.

### برنامج الأمم المتحدة الإنمائي
يستخدم برنامج الأمم المتحدة الإنمائي (UNDP) - نهج سبل العيش المستدامة للتنمية من خلال تقييم أنواع مختلفة من رأس المال. يحدد برنامج الأمم المتحدة الإنمائي خمسة أنواع رئيسية من رأس المال: البشري والاجتماعي والطبيعي والمادي والمالي. إن وصول الأفراد إلى هذه الأصول يحدد كيفية تصميم برنامج الأمم المتحدة الإنمائي للمبادرات لتسهيل التنمية بشكل مباشر أو غير مباشر. يستخدم برنامج الأمم المتحدة الإنمائي أيضًا نهجًا قائمًا على الأصول للتخفيف من حدة الفقر، حيث يدرس كيفية استفادة الأفراد من الأصول والتعامل مع المصادر الخارجية للصدمات أو التأثيرات السلبية.

### منظمة كير
تركز منظمة كير (CARE) - على إدارة الإغاثة في حالات الطوارئ وبرامج التنمية طويلة الأجل. في عام 1994، طورت منظمة كير إطارًا لتأمين سبل عيش الأسرة لتحسين مراقبة وتقييم وتتبع العمل الذي يقومون به. إن تطبيق منظمة كير لإطار سبل العيش المستدام يبتعد عن النهج القِطاعي ويركز على تقنيات التنمية الشاملة.

### وزارة التنمية الدولية (المملكة المتحدة)
وزارة التنمية الدولية هي هيكل حكومي في المملكة المتحدة منوط بالقضاء على الفقر المدقع وإدارة المساعدات الخارجية. تستفيد وزارة التنمية الدولية من أُطر سبل العيش المستدامة للتركيز بشكل كلي على الأنشطة المرتبطة مباشرة بتحسين سبل عيش الفرد. وقد تم دمج المبادرات التي تركز على الفرد، والمتعددة المستويات، والمستدامة، والديناميكية، في تدابير وزارة التنمية الدولية.